# George Sheldon (skoczek do wody)
George Herbert Sheldon (ur. 17 maja 1874, zm. 25 listopada 1907 w Saint Louis) – amerykański skoczek do wody, mistrz olimpijski z igrzysk w 1904 w Saint Louis.
Był okulistą. Praktykował w Saint Louis.
Zdobył złoty medal na igrzyskach olimpijskich w 1904 w skokach do wody z trampoliny.
W 1905 zwyciężył  w mistrzostwach stanów Zjednoczonych (AAU).
Zmarł na chorobę serca w 1907. W 1989 został wybrany do International Swimming Hall of Fame.